# Свинище (община Битоля)
Вижте пояснителната страница за други значения на Свинище.
Свинище или Свинища (на македонска литературна норма: Свиниште) е изселено село в община Битоля на Северна Македония.

## География
Селото се намира на 720 m надморска височина в областта Гяваткол, северозападно от Битоля. Землището му е било 4,2 km2, но по-голямата му част е потопено под водите на Стрежевското езеро.

## История
Селото се споменава за пръв път в османско преброяване от 1519 година като Свинища.
В XIX век Свинище е неголямо изцяло българско село в Битолска кааза на Османската империя. Свинищани се занимават лов, скотовъдство - обработка на мляко и вълна, дърводелство и строителство. В 1864 година е изградена църквата „Свети Георги“.
Според Васил Кънчов в 90-те години Свинища е чифлик с 8 български християнски къщи. Според статистиката му („Македония. Етнография и статистика“) в 1900 година Свинища има 85 жители, всички българи християни.
На Етнографската карта на Битолския вилает на Картографския институт в София от 1901 година Свинища е чисто българско село в Битолската каза на Битолския санджак с 9 къщи.
Цялото население на селото е под върховенството на Българската екзархия. По данни на секретаря на екзархията Димитър Мишев („La Macédoine et sa Population Chrétienne“) в 1905 година в Свиница има 96 българи екзархисти.
По време на Първата световна война Свинища е включено в Гопешка община и има 155 жители.
В 1953 година селото има 235 жители. В 1980 година с изграждането на язовирната стена на Стрежевското езеро, селото е напълно изселено. На всички 40 домакинства, около 150 души, са изградени къщи в Бруснишкия квартал на Битоля.
Според преброяването от 2002 година селото е без жители.

## Личности
Родени в Свинище
- Яне Грозев, деец на ВМОРО, заловен в 1903 година, изпратен на заточение, убит с щикове в Мала Азия[8]